# Adalbert Steiner
Adalbert Steiner (ur. 24 stycznia 1907 w Temesvárze, zm. 10 grudnia 1984) – rumuński piłkarz, reprezentant kraju, grający na pozycji pomocnika.

## Kariera klubowa
Steiner urodził się w Temeszwarze, dzisiejszej Timișoarze. W wieku 14 lat rozpoczął treningi w juniorach Unirea Timișoara. Rok później został zawodnikiem Chinezul Timișoara, a od sezonu 1924/25 został włączony do drużyny seniorów Chinezulu. Trzykrotnie sięgnął z zespołem po Mistrzostwo Rumunii w sezonach 1924/25, 1925/26 i 1926/27.
Sezon 1929/30 spędził w CA Timișoara. Następnie powrócił do Chinezulu, w którym w 1931 zakończył karierę piłkarską. 
| Sezon   | Klub               | Kraj    | Rozgrywki           | Mecze | Bramki |
| ------- | ------------------ | ------- | ------------------- | ----- | ------ |
| 1925/26 | Chinezul Timișoara | Rumunia | Mistrzostwa Rumunii | 17    | 0      |
| 1926/27 | Chinezul Timișoara | Rumunia | Mistrzostwa Rumunii | 15    | 0      |
| 1927/28 | Chinezul Timișoara | Rumunia | Mistrzostwa Rumunii |       |        |
| 1928/29 | Chinezul Timișoara | Rumunia | Elită Regională     |       |        |
| 1929/30 | CA Timișoara       | Rumunia |                     |       |        |
| 1930/31 | Chinezul Timișoara | Rumunia |                     |       |        |

## Kariera reprezentacyjna
Karierę reprezentacyjną rozpoczął 7 maja 1926 meczem przeciwko Turcji, który Rumunia wygrała 3:1. W 1930 roku został powołany na Mistrzostwa Świata 1930 w Urugwaju. Na turnieju wystąpił w spotkaniu z Peru. 
Mecz z Peru był ostatni w drużynie narodowej dla Steinera, dla której w latach 1926–1930 zagrał w 10 spotkaniach.
| Mecze i gole w reprezentacji | Mecze i gole w reprezentacji | Mecze i gole w reprezentacji | Mecze i gole w reprezentacji | Mecze i gole w reprezentacji | Mecze i gole w reprezentacji | Mecze i gole w reprezentacji |
| #                            | Data                         | Miasto                       | Przeciwnik                   | Gol                          | Wynik                        | Rozgrywki                    |
| ---------------------------- | ---------------------------- | ---------------------------- | ---------------------------- | ---------------------------- | ---------------------------- | ---------------------------- |
| 1.                           | 07.05.1926                   | Stambuł                      | Turcja                       |                              | 3:1                          | towarzyski                   |
| 2.                           | 10.05.1927                   | Bukareszt                    | Jugosławia                   |                              | 0:3                          | towarzyski                   |
| 3.                           | 19.06.1927                   | Bukareszt                    | Polska                       |                              | 3:3                          | towarzyski                   |
| 4.                           | 15.04.1928                   | Arad                         | Turcja                       |                              | 4:2                          | towarzyski                   |
| 5.                           | 21.04.1929                   | Bukareszt                    | Bułgaria                     |                              | 3:0                          | towarzyski                   |
| 6.                           | 10.05.1929                   | Bukareszt                    | Jugosławia                   |                              | 2:3                          | Puchar Króla Aleksandra      |
| 7.                           | 06.10.1929                   | Bukareszt                    | Jugosławia                   |                              | 2:1                          | Balkan Cup                   |
| 8.                           | 04.05.1930                   | Belgrad                      | Jugosławia                   |                              | 1:2                          | Puchar Króla Aleksandra      |
| 9.                           | 25.05.1930                   | Bukareszt                    | Grecja                       |                              | 8:1                          | Balkan Cup                   |
| 10.                          | 14.07.1930                   | Montevideo                   | Peru                         |                              | 3:1                          | MŚ 1930                      |

## Sukcesy
Chinezul Timișoara
- Mistrzostwo Rumunii (3): 1924/25, 1925/26, 1926/27